# ツァレーヴィチ
ツァレーヴィチ（ロシア語: Царе́вич）は、主にロシアのツァーリの息子に与えられる称号。娘の場合はツァレーヴナ（Царе́вна）となる。それぞれ「皇子」「皇女」と訳される。西欧関係の文献では「ツァーレヴィチ」と表記されることがあるが、ロシア語のアクセント位置からすれば誤りである。

## 概要
ツァレーヴィチの称号で呼ばれた最初の人物はイヴァン4世の長男ドミトリー（1552年 - 1553年）である。モスクワ・ロシアに併合されたカザン・ハン国、カシモフ・ハン国、シビル・ハン国のハーン（ツァーリ）の子孫もこの称号で呼ばれることがあった。
1721年、ピョートル1世が自身の最高称号をインペラートル（皇帝）に変更して以後は、使われることがなくなった。さらに1797年にロシア皇帝パーヴェル1世が帝位継承法を定めて以後は、皇帝の推定相続人である最年長の息子はツェサレーヴィチ、その弟たちは大公（ヴェリーキー・クニャージ）と区別されて呼ばれるようになった。それでも、民間でツァーリの称号が使用され続けたのと同様、慣習的にツァレーヴィチの称号も使用され続けた。そのため、ツァレーヴィチと呼ばれうる最後のロシア皇族はニコライ2世の長男アレクセイということになる。